# Betty Parris
Elizabeth Parris, detta Betty (28 novembre 1682 – 21 marzo 1760), è stata una delle poche donne che accusarono altre persone di stregoneria provocandone poi l'effettiva morte.
Durante il Processo alle streghe di Salem, le accuse di Betty e quelle della cugina orfana Abigail provocarono la morte diretta di 20 abitanti della cittadina: 19 (soprattutto donne) vennero impiccate, mentre un uomo fu torturato a morte.

## Biografia
Il padre di Elizabeth, Samuel Parris, era un ministro di culto molto conosciuto nella chiesa di Salem. Fu promosso a questo titolo nel 1688, dopo un grande sforzo della comunità per trovare un ministro valido. La madre invece si chiamava Elizabeth e morì subito dopo i fatti di Salem. Elizabeth Parris aveva due fratelli: il fratello maggiore, Thomas Parris, nacque nel 1681 mentre sua sorella minore, Susannah Parris, nacque nel 1687. Tutta la famiglia (compresi anche la cugina orfana Abigail Williams, Tituba ovvero una schiava originaria di Barbados e un altro schiavo di nome John) fu costretta a seguire il padre e trasferirsi così da Boston a Salem. Per contratto, a Samuel e alla sua famiglia era garantito vivere nella casa del ministro e appartenere così tutti i terreni attorno.
Nel febbraio 1692, Betty, che a quel tempo aveva 9 anni, Abigail Williams, di 11 anni, e altre ragazze sparivano per brevi periodi per praticare segretamente i vecchi metodi di divinazione, come lo specchio di Venere: un rito che consisteva nel lanciare un albume in un bicchiere contenente dell'acqua e scoprire nella forma che prenderà il futuro o il nome o l'aspetto del futuro marito.
Poco dopo Betty incominciò a comportarsi in modo anomalo: strisciando sotto le sedie, lamentandosi di febbre, abbaiando come un cane e urlando di dolore mentre si contorceva in pose disumane. Dopo i primi sintomi di Betty, anche Abigail cominciò a mostrarli. Il reverendo Parris cercò di curarli pregando e con i rimedi casalinghi, ma non migliorarono. Chiese una diagnosi dal medico William Griggs e dal reverendo John Hale. Entrambi diedero la colpa alla stregoneria. La ricerca moderna concluderà che si trattava di episodi di epilessia, isteria e semplice malizia per alleviare la noia.
Altri amici di Betty e Abigail iniziarono ad avere gli stessi attacchi. Griggs verificò solo che tutte le vittime fossero ragazzine. Ciò consentiva agli abitanti del villaggio di connettere il fatto con la stregoneria, poiché si credeva che alle streghe piacesse tormentare i minori. Una vicina, Mary Sibley, raccomandò di cuocere una "torta di streghe" per rivelare i veri nomi delle streghe. Istruì Tituba su come prepararla mescolando la farina di segale con l'urina delle vittime e dandola da mangiare ad un cane. In quel periodo si credeva che i cani potessero riconoscere ed aggredire la strega responsabile attraverso questo metodo.
Betty accuserà poi anche Tituba di essere una delle "mani malvagie" che l'hanno pizzicata. Mentre la schiava veniva interrogata, anche altre vittime quali Ann Putnam Jr. ed Elizabeth Hubbard accusavano Sarah Osborne e Sarah Good di essere colpevoli. Dopo essere stata picchiata dal suo padrone Samuel Parris, Tituba confessò di essere una strega e accusò Osborne e Good di essere complici.

## Processo di Salem
Il processo incominciò nel 1692 dopo che diverse ragazze sostennero di essere controllate da una "mano diabolica". Dopo diversi mesi, più di 150 uomini, donne e bambini vennero accusati di stregoneria, 19 presunte streghe e stregoni furono impiccati ed un testimone fu ucciso tramite schiacciamento per non aver collaborato. Successivamente, già verso settembre, il fervore popolare diminuì fino quasi a scomparire. Poco dopo, la corte generale del Massachusetts garantì la libertà dei restanti accusati di stregoneria e chiese umilmente scusa alle rispettive famiglie per il malinteso creatosi.

## Vita dopo Salem
Nel 1693, le persecuzioni di Salem finirono. Elizabeth non ritirò mai le sue accuse. Nel 1710, all'età di 27 anni, sposò Benjamin Baron: un piccolo proprietario terriero, commerciante e calzolaio. Il padre Samuel però continuò a dare attenzioni alla figlia e ai suoi fratelli. In onore del suo matrimonio, lui le regalò diversi pegni quali argento, soldi e piatti ben decorati e decorazioni da appendere al muro. Dopo aver ricevuto i doni del padre, Elizabeth incominciò a costruirsi una vita con Benjamin col quale ebbe quattro figli: Thomas, Elizabeth Jr., Catherine e Susanna. 
Infine, dopo la morte di suo marito accaduta nel 1754, ella sopravvisse per altri sei anni morendo poi il 21 marzo 1760 in Concord, Massachusetts all'età di 77 anni.

## Letteratura
Betty Parris appare e viene descritta come figlia di Samuel Parris nella novella di John Neal, Rachel Dyer (1828).